# Orford (Tasmania)
Orford – miasto w Australii, we wschodniej części Tasmanii, nad Oceanem Spokojnym.